# Lautaro Blanco
Lautaro Blanco, né le 19 février 1999 à Rosario, est un footballeur international argentin qui évolue au poste de arrière gauche au CA Boca Juniors.

## Biographie

### Carrière en club

#### Débuts à Rosario
Ayant touché ses premiers ballon à la La Consolata, club de jeunes de sa ville natale, Blanco intègre ensuite le centre du formation du Rosario Central,. Il y signe son premier contrat professionnel en juillet 2020.
Il fait ses débuts professionnels le 2 novembre 2020, titularisé par Kily González lors de la victoire 2-1 en Copa de la Liga Profesional contre Godoy Cruz, dont il joue toutes les minutes,.
Il s'impose rapidement comme titulaire lors de cette fin de saison 2020, malgré un contexte difficile lié à la pandémie de covid, Lautaro devant faire face au décès de son père, atteint de la maladie respiratoire,,.
Sur ces trois saisons en Argentine, Blanco cumule 96 apparitions pour 15 passes décisives avec le club de Rosario. Il figure alors parmi les tout meilleurs latéraux du championnat argentin.

#### Premiers pas en Espagne
Le 8 août 2022, Blanco est transféré à l'Elche CF en Espagne, restant en prêt au Rosario Central avant de rejoindre le club de Liga le janvier suivant,.
lI fait ses débuts avec le club d'Elx le 3 janvier 2023, lors d'une défaite 1-0 contre Ceuta en Copa del Rey.

### Carrière en sélection
En mars 2023, Lautaro Blanco reçoit sa première convocation en équipe d'Argentine senior pour deux matches amicaux contre le Panama et Curaçao, dans ce qui est la première liste de Lionel Scaloni après le titre mondial décroché par l'Argentine de Messi. Il fait partie d'un groupe de jeunes joueurs qui intègrent l'équipe, à l'image d'Alejandro Garnacho, Máximo Perrone, Facundo Buonanotte et Valentín Carboni,,.

## Style de jeu
Initialement formé au poste de milieu de terrain, Lautaro Blanco est un arrière gauche offensif, capable également   d'évoluer plus haut, notamment comme piston gauche,,.